# Gregg Wallace
 (novembre 2024).
Pour les articles homonymes, voir Wallace.
Gregg Allan Wallace (né le 17 octobre 1964) est un animateur de télévision, écrivain et homme d'affaires britannique. Il est connu pour avoir coprésenté MasterChef, Celebrity MasterChef et MasterChef: The Professionals sur BBC One et BBC Two. Il écrit régulièrement pour les magazines Good Food, Now et Olive.
Le 14 juillet 2025, la BBC publie une déclaration en réponse aux conclusions d'une enquête indépendante sur le comportement de Wallace, confirmant 45 des 83 allégations couvrant une période de 19 ans entre 2005 et 2024. Celles-ci comprennent des propos sexuels inappropriés, des remarques culturellement insensibles, ainsi qu'un unique incident impliquant un contact physique non désiré.
Elle déclare alors que le comportement de Wallace « ne correspondait pas aux valeurs de la BBC » et confirme qu'elle n'avait « aucune intention de travailler avec lui à l'avenir ».